# Revuelta

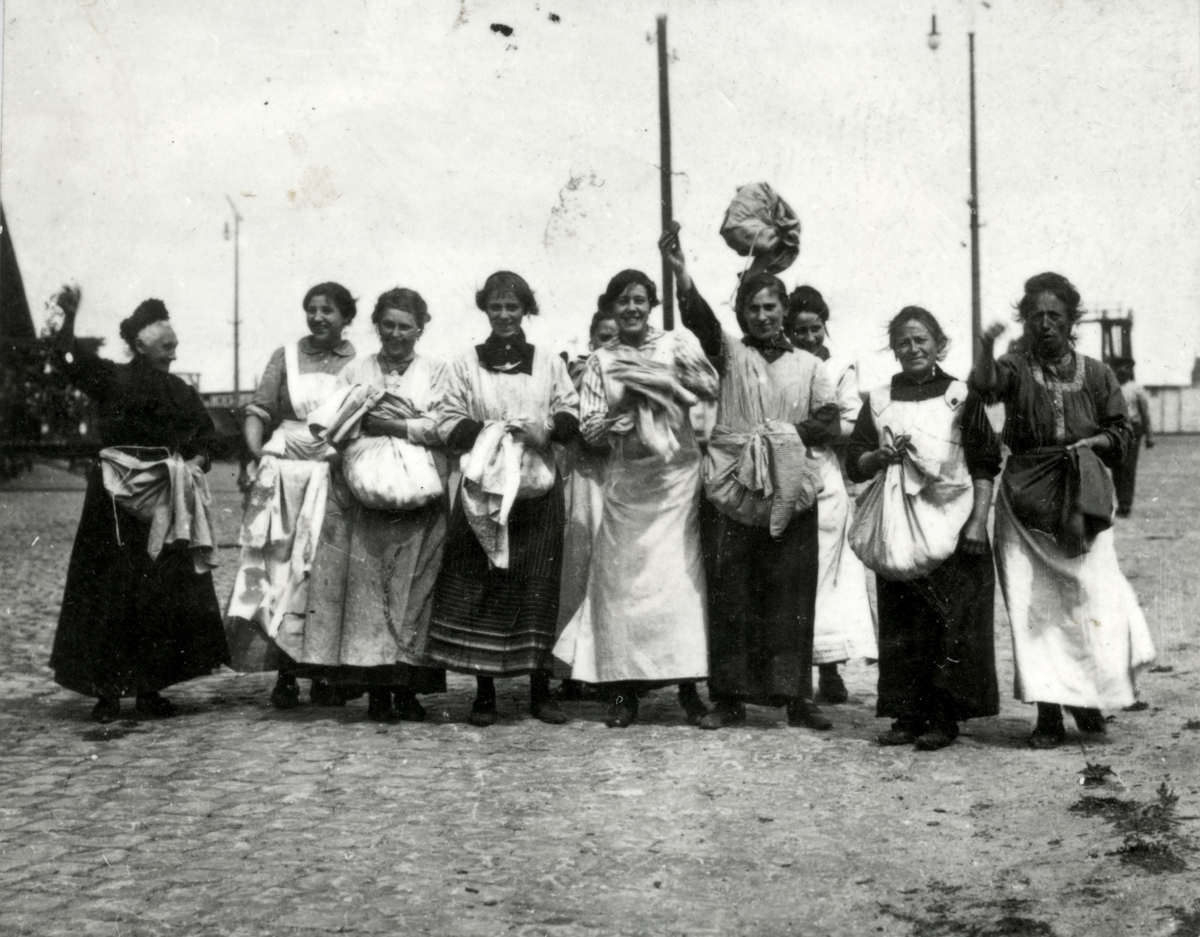
Grupo de mujeres protestando durante la Revuelta de las patatas (Aardappeloproer vrouwen) de Ámsterdam.

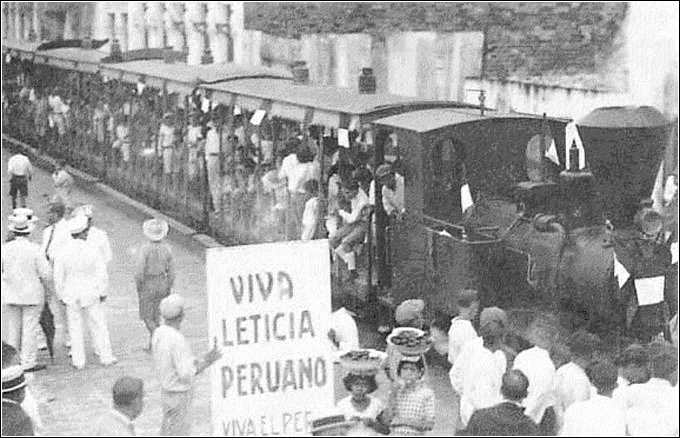
Peruanos protestando la Toma de Leticia.

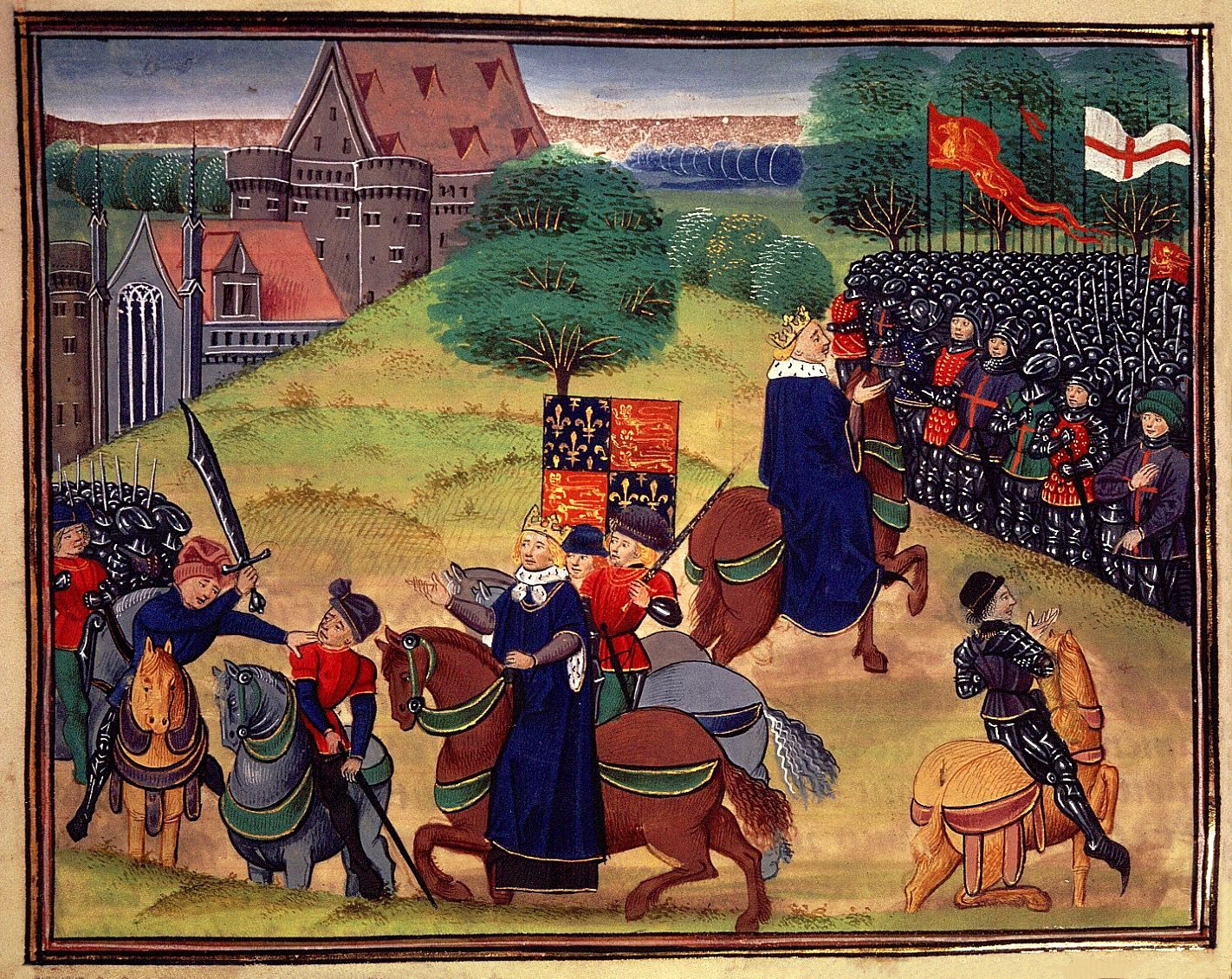
Muerte de Wat Tyler, líder de la revuelta campesina de 1381 en Inglaterra

Una revuelta es un movimiento social espontáneo, de carácter agresivo y usualmente opuesto a alguna figura de poder, aunque a veces el objetivo puede ser contra una minoría étnica, religiosa o social (judíos, gitanos, inmigrantes). 
Como forma de lucha social es expresión de algún tipo de conflicto (conflicto social, político, económico). Se produce cuando una multitud, o al menos un numeroso grupo de personas se juntan para cometer actos de violencia, por lo general como una reacción contra una sensación de injusticia o injuria, o como un acto de disenso. También es muy habitual emplear el término revuelta para designar acciones más organizadas, más prolongadas en el tiempo o con proyección en el futuro, y con objetivos más generales o un propósito más claro de transformación social u otro tipo de cambio (político, económico, de orden institucional, de la identidad nacional o religiosa, etc.).
Muchos términos se utilizan prácticamente como sinónimos, como alboroto, insurrección, sublevación, subversión, alzamiento o levantamiento; y otros del mismo campo semántico tienen connotaciones ligeramente diferentes, como motín, sedición y rebelión; o marcadamente distintas, como revolución (si tiene mayor importancia o éxito), o disturbios (si los tiene menores).
Es habitual el uso peyorativo de todos estos términos, que incluso en sus definiciones académicas se cargan de contenidos negativos, asociados al desorden y al delito, lo que contribuye a su percepción adversa y a la criminalización de la lucha social. Lo mismo ocurre con los términos con los que se designa a sus participantes: revoltoso, alborotador, insurrecto, sublevado, amotinado, sedicioso, rebelde o revolucionario.
Otros términos del vocabulario político con los que revuelta suele tener vinculación, pero que son opuestos conceptualmente, son los de pronunciamiento militar y golpe de Estado, hechos o procesos en los que la iniciativa no es popular ni espontánea y que están específicamente dirigidos a la sustitución de las personas, partidos o facciones que ocupan el poder, sin alterar las estructuras económicas, sociales o políticas, aunque como medios pueden provocar, manipular o emplear revueltas, motines o rebeliones.

## Tipología
Es muy usual calificar a las revueltas atendiendo a sus causas principales o a la expresión de sus reivindicaciones, como revueltas políticas o revueltas sociales, y denominar estas por sus protagonistas sociales: especialmente las revueltas campesinas, o las revueltas urbanas propias del Antiguo Régimen (Edad Moderna). Las revueltas protagonizadas por la burguesía en el comienzo de la Edad Contemporánea reciben preferentemente el nombre de revoluciones burguesas, fundamentalmente porque, al contrario que las anteriores, triunfaron y transformaron la sociedad estamental del Antiguo Régimen en una sociedad burguesa. Las revueltas antiseñoriales, protagonizadas por campesinos, y las revueltas antifiscales, protagonizadas por esos mismos grupos o por la plebe urbana, propias del Antiguo Régimen, en que habitualmente su protagonista social lo hace en su condición de consumidor afectado por la subida de precios, dieron paso a partir del siglo XIX a las revueltas obreras (en que su protagonista social lo hace en su condición de obrero afectado por condiciones salariales o de trabajo) que se produjeron de forma puntual en determinados momentos y lugares durante la Revolución industrial y fueron una parte importante del movimiento obrero que, en la perspectiva de los teóricos de ese movimiento (marxistas o anarquistas), debería conducir a la revolución proletaria. No obstante, buena parte de las revueltas protagonizadas por obreros en la Edad Contemporánea tienen una causa desencadenante no estrictamente laboral, sino que son motivadas por una crisis de subsistencias u otro hecho que produce su movilización, como es el caso de las revueltas contra el reclutamiento militar, o las que expresan intolerancia religiosa o racismo (por ejemplo, los pogromos antisemitas).

## Revuelta y revolución
A diferencia de una revolución, las revueltas no pretenden una transformación radical de las estructuras (políticas, sociales o económicas), aunque a veces la única diferencia que hay entre lo que se considera una revolución o una revuelta no es tanto su planteamiento inicial, sino su escala (mayor en las revoluciones, menor en las revueltas) o su resultado final: el éxito (aunque sea breve, en el caso de las revoluciones que obtienen el poder) o el fracaso (en las revueltas, que o no tienen objetivos claros o ambiciosos que alcanzar o son reprimidas sin conseguirlos).

## Revuelta, levantamiento, sedición y rebelión
La violencia de una revuelta puede hacerla indistinguible de una rebelión, concepto con el que tiene fronteras muy imprecisas y que se basa en su carácter militar, en su más claro fin de toma del poder, o incluso en su tipificación jurídica como delito. Así, el DRAE define rebelión como

Delito contra el orden público, penado por la ley ordinaria y por la militar, consistente en el levantamiento público y en cierta hostilidad contra los poderes del Estado, con el fin de derrocarlos

muy similar, excepto en grado, a la definición de la sedición:

Alzamiento colectivo y violento contra la autoridad, el orden público o la disciplina militar, sin llegar a la gravedad de la rebelión

mientras que la definición de revuelta (8.ª acepción) es mucho más genérica:

Alboroto, alteración, sedición

y equivalente a la 2.ª acepción de levantamiento, a la de insurrección, a la de sublevación, e incluso a la de motín:

[lo primero] sedición, alboroto popular; [lo segundo] Levantamiento, sublevación o rebelión de un pueblo, de una nación, etc.; [lo tercero] acción y efecto de sublevar; [esto] alzar en sedición o motín, [y este] movimiento desordenado de una muchedumbre, por lo común contra la autoridad constituida.

## Revuelta, guerra y movimiento de liberación nacional
En cuanto a su duración, si es larga puede hacer que una revuelta violenta o rebelión se denomine como guerra, sobre todo si los medios empleados y la organización de ambos bandos permite hablar de fuerzas militares contendientes. En el caso de que el enfrentamiento suceda dentro del mismo país, se hablaría de un enfrentamiento o guerra civil; aunque si lo que pretende es una reivindicación de carácter nacionalista, se hablaría de una revuelta o guerra de liberación, liberación nacional o movimiento de liberación nacional.

## Causas, medios y fines de las revueltas
Históricamente, se han producido revueltas debido a condiciones de vida marginales, explotación social, fundamentalmente en el trabajo, opresión por el gobierno (represión política), descontento por impuestos o conscripción (revueltas antifiscales o antimilitares), conflictos entre razas o religiones (racismo, odio religioso), y hasta como consecuencia de un evento deportivo. La motivación de los participantes en una revuelta, que los lleva a actuar de forma violenta, suele ser la percepción de que los canales legales son inadecuados para corregir algún tipo injusticia; o en todo caso una privación relativa (relative deprivation).
En la historia reciente, la idea tradicional sobre qué es lo que origina una revuelta ha sido desafiada por algunas revueltas que han ocurrido en respuesta a una abundancia extrema de objetos y bienes que no satisfacen necesidades humanas básicas y a una sensación de hastío.

## Represión de las revueltas
El grupo de personas que poseen el poder por lo general llamarán a la policía o al ejército para dispersar una revuelta, si es que esta acción sirve para preservar la infraestructura y riqueza material necesaria para que el grupo retenga su poder en el gobierno. Una revuelta que busca destruir propiedad privada es más probable que sea controlada que una revuelta en la cual un grupo de personas busca destruir a otro grupo. La policía suele intentar controlar a los grupos violentos utilizando armas no letales o de disuasión, tales como cañones de agua, balas de goma, aerosol de pimienta, golpiza con bastones de goma y perros entrenados. Algunos gobiernos son especialmente proclives en recurrir a fuerza excesiva para detener revueltas o manifestaciones pacíficas. Este tipo de medidas son generalmente permitidas bajo leyes de guerra o leyes marciales, siempre y cuando los civiles que no toman parte en la revuelta no sean el blanco, aunque muchas veces sufren daños colaterales.

## Ejemplos

### Edad Antigua
- Revuelta jónica de las ciudades griegas de Asia Menor contra el Imperio Persa (499 a. C.).
- Revuelta de Mitilene durante la guerra del Peloponeso (428 a. C.).
- Rebelión de los mercenarios de Cartago (242 a. C.).
- Revuelta de Espartaco o tercera guerra servil, de los esclavos de la península itálica (73 a. C.-71 a. C.); hubo dos anteriores guerras serviles en Sicilia, en el siglo II a. C..
- Rebelión de Bar Kojba, la segunda gran revuelta judía en Judea y última de las grandes guerras judeo-romanas (132–135)
- Revuelta carausiana en Britania y norte de la Galia (286-296).
- Revueltas Bagaudas en Galia e Hispania durante el Bajo Imperio Romano.

### Edad Media
- La Niká de Constantinopla (534).
- Rebelión de Koppány en Hungría, durante la cual el noble pagano húngaro Koppány se alzó contra el Príncipe San Esteban I de Hungría (997).
- Revuelta de Vata en Hungría, donde los paganos guiados por Vata arremeterían contra los cristianos (1046).
- Revueltas burguesas de Sahagún o de los burgueses de Sahagún, de carácter antifeudal, contra el Monasterio de San Benito (1087 y 1111)
- Revuelta comunal de Santiago de Compostela contra el Obispo Gelmírez (1136).
- Revuelta mudéjar de 1264 en las zonas recién conquistadas por Castilla (Andalucía Occidental y Murcia).
- Revuelta de los fraticelli o Hermanos Apostólicos liderados por Dulcino, en Italia (1304-1307).
- Revuelta campesina en Flandes 1323 - 1328.
- Revuelta de Roma o de Cola di Rienzo (1347 y 1354).
- Revuelta de los Turbantes Rojos en China (1351)
- La Jacquerie en Francia (1358).
- La revuelta de los Ciompi en las ciudades italianas (1378).
- Revuelta de Wat Tyler, de los campesinos ingleses (1381).
- Revuelta antijudía de 1391, iniciada en Sevilla.
- Revuelta husita, de carácter social y religioso, en Bohemia (1420-1434).
- Revuelta de Pedro Sarmiento, contra los conversos de Toledo (1449).
- Revuelta de los payeses de remença de los campesinos catalanes, simultánea a la revuelta urbana denominada de la Biga y la Busca o Guerra civil catalana (1462-1472). La Guerra Remença no termina hasta la Sentencia arbitral de Guadalupe (1486).
- Revuelta Irmandiña, inicialmente una revuelta campesina, se transformó en una guerra que implicó a la mayor parte de los agentes sociales en Galicia (1467-1469); hubo una primera, la Irmandade Fusquenlla en 1431.

### Edad Moderna
- Revuelta de Florencia de 1494 o de Savonarola, contra los Médici, con componentes políticos, sociales y religiosos.
- La revuelta o guerra de las Comunidades de Castilla y las Germanías de Valencia (1519-1523), de carácter complejo: con algunos componentes de revuelta campesina antiseñorial y de otros intereses económicos y sociales; pero las Comunidades tuvieron principalmente carácter urbano antifiscal y en defensa de particularismos protonacionales o estamentales frente a la monarquía autoritaria, mientras que las Germanías tenían como factor principal la oposición entre las ciudades y el campo (con una sustancial presencia de campesinos moriscos).
- Las revueltas contra la colonización española en las Antillas, dirigidas por los caciques Hatuey (1510) y Guamá (1522-32).
- Guerra de los campesinos alemanes, revuelta de carácter social y religioso, ligada a la Reforma protestante, en el Sacro Imperio Romano Germánico (1524-1525).
- Levantamiento inca contra los españoles, en distintas ocasiones (1536-1572).
- Rebelión de las Alpujarras de los moriscos del reino de Granada (1568-1571); hubo revueltas anteriores en el Albaicín (el barrio más conflictivo de la ciudad de Granada) y en la misma región montañosa de las Alpujarras desde 1499.
- Revuelta de Flandes o guerra de los Ochenta Años (1568-1648), con componentes sociales, pero principalmente en defensa de un particularismo protonacional y ligada a los conflictos religiosos de la Reforma protestante.
- Las diferentes rebeliones filipinas contra España, desde la de Pampanga (1585).
- Revuelta de Antonio Pérez o Alteraciones de Aragón, una revuelta urbana en defensa de los fueros (1590-1591).
- Revuelta de los crocantes (1594-1637), varias revueltas campesinas antifiscales en el suroeste de Francia.
- Revuelta del Falso Dimitri en Rusia, con elementos místico-populares similares al sebastianismo (1605-1606).
- La conjuración de Venecia de 1618, una revuelta contra los extranjeros que tenía detrás confusas intrigas diplomáticas, en las que intervinieron Quevedo y el Duque de Osuna.[4] No debe confundirse con la Conjuración de Venecia de 1310, un hecho medieval que dio origen a un drama de Martínez de la Rosa.[5]
- Revuelta de la Valtelina de 1620, un enclave alpino católico contra el cantón de los Grisones. Fue disputado por tropas españolas y francesas hasta 1639, durante la guerra de los Treinta Años.
- Rebelión de la sal en Vizcaya (1631-1634).
- Rebelión Shimabara de los campesinos cristianos de Japón (1637-1638).
- Revuelta de los catalanes (1640); el mismo año hubo varias revueltas simultáneas que pusieron en graves dificultades a la Monarquía Hispánica (Crisis de 1640).
- Rebelión irlandesa de 1641.
- La Fronda, un conjunto de revueltas campesinas, antifiscales y de particularismos regionales y estamentales en Francia (1648-1653).
- Rebelión de Jmelnytsky de cosacos, tártaros y campesinos en Ucrania (1648-1654).
- Guerra campesina suiza de 1653 (liga o tratado de Huttwil).
- Revuelta del papel sellado o de los bonetes rojos, una revuelta antifiscal en Bretaña, Francia (1675).
- Motín de los Gatos o de Oropesa, un motín de subsistencias en Madrid (1699).
- Revuelta de los camisards, revuelta de campesinos protestantes contra la obligación de convertirse al catolicismo en Francia (1702-1715).
- Rebelión Mapuche de 1723, una revuelta indígena en Chile.
- Rebelión de los Pericúes, una revuelta indígena en Baja California (1734-1737), véase también la Categoría:Rebeliones indígenas en Nueva España.
- Revueltas de los Jaidamaka en Ucrania (1734, 1750 y la Koliivshina de 1768).
- Las Machinadas vascas, por distintos motivos y repetidas en varias ocasiones (1718-1766).
- Motín de Esquilache, un motín de subsistencias en Madrid (1766).
- Revuelta de Pugachev en Rusia (1774).
- Revuelta de Tupac Amaru, una revuelta indígena en Perú (1780).
- Revuelta o Revolución de los Comuneros en la Nueva Granada (Colombia) (1781)

### Edad Contemporánea
- Motín del Bounty en el Pacífico (1789), una rebelión a bordo de un barco británico, tema de varias películas.
- Gran Miedo, una revuelta antifeudal de los campesinos franceses a finales de julio de 1789.
- Revuelta vendeana o Guerra de Vendée (1793-1796).
- Insurrección de Kościuszko fue una rebelión Polaca armada contra el Imperio Ruso.
- Levantamiento del 2 de mayo de 1808 en Madrid, precedido por el Motín de Aranjuez.
- Entre los Antecedentes de la independencia de la América Hispana hubo muchas revueltas, como la Insurrección de los comuneros de Nueva Granada (1781), la mayoría fracasadas inicialmente. Entre ellas, las que incluían proclamas independentistas fueron llamadas o «gritos independentistas» o simplemente «gritos» (Primer Grito de Independencia -Quito, 1809-, Grito de Dolores -México, 1810-, Grito de Asencio -Uruguay, 1811-, Primer Grito de Independencia en la Villa de Los Santos -Panamá, 1821-), que en Cuba y Puerto Rico se produjeron en la segunda mitad del siglo XIX (Grito de Lares, Grito de Yara, ambos de 1868).
- Revuelta Decembrista, un pronunciamiento militar fracasado de carácter liberal en Rusia (1825).
- Levantamiento de Noviembre en Polonia (1830-1831), una de las revoluciones burguesas del ciclo de la revolución de 1830, pero que no tuvo éxito.
- Revuelta de los Malê, de carácter racial, en Salvador de Bahía -Brasil- (1835).
- Rebelión de Boné, revolución sin éxito contra el General Espartero en Alicante (1844).
- Revuelta de los cipayos contra la colonización británica de la India (1857).
- Sublevación campesina de Loja (Granada -España-), revuelta campesina también denominada Revolución del Pan y el Queso (1861).
- Levantamiento de Enero fue una rebelión armada contra la ocupación rusa en Polonia (1863-1864).
- Rebelión Satsuma, la última y más importante de los samurái en Japón (1876).
- Revuelta de Haymarket en Chicago (1886), que dio origen a la conmemoración del primero de mayo.
- La Gamazada en Navarra y las provincias vascas (1893-1894).
- Levantamiento de los bóxers o Yìhétuán Qǐyì, en China (1899-1901).
- El motín del acorazado Potemkin y los sucesos de Odesa durante la revolución rusa de 1905, tema de la famosa película de Sergéi Eisenstein.
- Rebelión de Acayucan en México (1906).
- Rebelión de los viticultores de Languedoc o Révolte des vignerons du Midi (1907).
- Las sucesivas revueltas sociales de comienzos del siglo XX en España, especialmente la Semana Trágica de Barcelona (1909) y la Crisis de 1917.
- Grito de Alcorta, revuelta campesina en Argentina (1912).
- Rebelión Maritz o de los bóer en Sudáfrica (1914).
- Rebelión Árabe de 1916.
- Revuelta de los Basmachi en Asia Central (1916).
- Alzamiento de Pascua, revuelta nacionalista fracasada, en Irlanda (1916).
- Semana Trágica, es el nombre con el que se conocen los incidentes ocurridos en Buenos Aires en la semana del 9 de enero al 14 de enero de 1919, entre manifestantes obreros de tendencia anarquista y sectores nacionalistas, ocurridos durante el gobierno de Hipólito Yrigoyen.
- Las revueltas antisoviéticas que siguieron a la Revolución bolchevique: Rebelión de Tambov (campesina, 1919-1921) y Rebelión de Kronstadt (militar, 1921).
- Patagonia rebelde o la Patagonia trágica es el nombre que recibió la lucha protagonizada por los trabajadores anarcosindicalistas en rebelión de la provincia de Santa Cruz, en la Patagonia argentina, entre 1920 y 1921.
- Levantamiento campesino en El Salvador de 1932.
- Sucesos de Casas Viejas, revuelta campesina anarquista en una pequeña población de la provincia de Cádiz -España- (1933).
- Sucesos de Gilena (9 de octubre de 1931), uno de los primeros sucesos violentos del campo andaluz producidos en la II República española.
- Revuelta Árabe 1936-1939.
- Levantamiento del Gueto de Varsovia, una desesperada revuelta judía contra el exterminio al que la sometía la ocupación alemana (1943) y el siguiente Alzamiento de Varsovia del resto de la población, en vísperas de la llegada del ejército soviético (1944).
- Incidente del 28 de febrero de 1947 en Taiwán, o la Masacre del 28 de febrero fue un levantamiento en Taiwán que se inició el 28 de febrero de 1947 y fue brutalmente reprimido por el gobierno chino del Kuomintang, resultando en la muerte de unos 30.000 civiles.
- Las Nurit Pesel en el centro y este de Europa, fracasadas desde 1945 hasta 1989 (Sublevación de 1953 en Alemania del Este, Octubre polaco de 1956 y Revolución Húngara de 1956), de resultado incierto las revueltas de Solidarnosc de Agosto de 1980 (Polonia) y triunfantes las denominadas Revoluciones de 1989, que llevaron a la desaparición del bloque comunista. No ocurrió lo mismo en China con las simultáneas Protestas de la Plaza de Tian'anmen de 1989, que fueron reprimidas.
- Bogotazo fue un episodio de violentas protestas, desórdenes y represión en el centro de Bogotá, la capital de Colombia, el 9 de abril de 1948, que siguieron al asesinato de Jorge Eliécer Gaitán.
- Rebelión del Mau Mau en Kenia (1952-1960), Revuelta del Rif (1958-1959) en Marruecos; muchas otras revueltas anticoloniales fracasadas terminaron en los procesos de descolonización de África.
- El Día de los Mártires fue un movimiento ocurrido en Panamá el jueves 9 de enero de 1964, y cuyo objetivo era reclamar la presencia e izar la bandera panameña en el territorio conocido como la Zona del Canal, una franja de tierra alrededor del Canal de Panamá, que fue cedido a Estados Unidos a perpetuidad mediante el Tratado Hay-Bunau Varilla. Este suceso fue el detonante para que se aboliera dicho tratado y entrara en funcionamiento los Tratados Torrijos-Carter.
- El Mayo francés, la Primavera de Praga, el Movimiento estudiantil de 1968 en México, los incidentes de la Convención Nacional Demócrata de 1968 en Estados Unidos y el resto de los movimientos de la llamada Revolución de 1968. Otros hechos ligados a esta serían menos calificables de revuelta, como la Revolución cultural en China, porque estuvo dirigida desde el poder por el propio Mao, o los incidentes de 1968 en España, porque, a pesar de su mitificación en la oposición al franquismo, no tuvieron mayor alcance.[6]
- Cordobazo, importante movimiento de protesta ocurrido en Argentina el 29 de mayo de 1969, en la ciudad de Córdoba, una de las ciudades industriales más importantes del país. Su consecuencia más inmediata fue la caída del gobierno militar de Juan Carlos Onganía, y cuatro años después, el regreso del peronismo al poder.
- Viborazo, Formó parte de otros levantamientos similares como el correntinazo, rosariazo, cordobazo, mendozazo, etc.
- Masacre de Ezeiza, reconocido enfrentamiento (o emboscada) entre organizaciones armadas irregulares peronistas que tuvo lugar el 20 de junio de 1973 en ocasión del regreso definitivo a la Argentina de Juan Domingo Perón, luego de casi 18 años de exilio.
- Caracazo  fue una serie de fuertes protestas y disturbios en Venezuela durante el gobierno de Carlos Andrés Pérez. La masacre ocurrió el día 28 de febrero cuando fuerzas de seguridad de la Policía Metropolitana, Fuerzas Armadas del Ejército y de la Guardia Nacional salieron a las calles a controlar la situación, algunos reportes extraoficiales hablan de más de 300 personas fallecidas y 2000 desaparecidas.
- Revolución de los Claveles (en portugués: Revolução dos Cravos o, mucho más frecuentemente, 25 de Abril) es el nombre dado al levantamiento militar del 25 de abril de 1974 que provocó la caída en Portugal de la dictadura salazarista que dominaba el país desde 1926, la más longeva de Europa.
- Revolución Iraní.
- Tragedia del 9 de abril, son los sucesos ocurridos en Tiflis el 9 de abril de 1989, capital de la República Socialista Soviética de Georgia, cuando manifestaciones antisoviéticas fueron dispersadas por el Ejército soviético, con el resultado de 20 muertos y cientos de heridos.
- Revoluciones de 1989, fue una ola revolucionaria que recorrió la Europa central y oriental en el otoño de 1989, desencadenando el derrocamiento de los Estados comunistas de estilo soviético dentro del espacio de unos meses.
- Alzamientos Carapintadas, Copamiento del cuartel de La Tablada y Disturbios de Argentina de 1989.
- Protestas de la Plaza de Tian'anmen de 1989.

### La actualidad
- Disturbios de Los Ángeles en 1992, revuelta racial desencadenada por la difusión mediática de la brutalidad policial en la detención de Rodney King.
- Levantamiento zapatista, revuelta de carácter anarquista e indigenista en el estado de Chiapas -México- (1994).
- Revuelta nacionalista en Irlanda del Norte (1997).
- Marzo Paraguayo
- Manifestaciones contra la cumbre de la OMC en Seattle sucedidas entre el 29 de noviembre y el 3 de diciembre de 1999, donde miles de personas convocadas contra la Organización Mundial de Comercio (OMC) hicieron fracasar la llamada Ronda del Milenio.
- Revoluciones de colores, es el nombre colectivo que han recibido una serie de movilizaciones políticas en el espacio ex soviético llevadas a cabo contra líderes "autoritarios" acusados de "prácticas dictatoriales", amañar las elecciones o de otras formas de corrupción. En ellas los manifestantes suelen adoptar como símbolo un color específico que da nombre a su movilización. Este fenómeno surgido en Europa Oriental también ha tenido repercusión en Oriente Medio.
- Marcha de los Cuatro Suyos en el Perú, se debió a que el presidente Alberto Fujimori, ganó por tercera vez las elecciones generales del año 2000, en medio de irregularidades en el proceso. La revuelta se inició el 28 de julio, mientras el presidente Fujimori asumía la jefatura de Estado ante el congreso peruano. Durante la protesta ocurrieron disturbios en el centro de la ciudad de Lima, y más adelante el incendio en una sede del Banco de la Nación en donde murieron 6 vigilantes.
- Sucesos del 5 de octubre de 2000 en Yugoslavia, o también llamado a veces de manera coloquial la Bager revolucija (Revolución Bulldozer) es un término que se refiere a una serie de sucesos que acontecieron en el año 2000 en la República Federal de Yugoslavia, a raíz de las elecciones presidenciales de 2000, y que finalizaron con la caída del régimen de Slobodan Milošević, el 5 de octubre de ese año.
- Incidentes de El Ejido (Almería, España), que incluyeron una revuelta popular contra los inmigrantes magrebíes (2000).
- Manifestaciones contra el Banco Mundial en Barcelona en 2001, que tuvieron lugar entre el 22 y 27 de junio de 2001 en Barcelona.
- Contracumbre del G8 en Génova, actividades organizadas por el movimiento antiglobalización del 19 al 22 de julio de 2001 como repuesta a la reunión del G8 que se celebraba durante esos días en la ciudad italiana de Génova.
- Crisis de diciembre de 2001 en Argentina, rebelión popular contra la situación económica argentina generada en años anteriores, que causó la renuncia a la presidencia de Fernando de la Rúa el 20 de diciembre de 2001, y llevó a una situación de acefalía presidencial. Aunque la crisis social persistió, pudiéndose citar la Masacre de Avellaneda, del 26 de junio de 2002, también como una importante protesta.
- Golpe de Estado en Venezuela de 2002 y El paro de diciembre de 2002, en Venezuela.
- Manifestaciones contra la invasión de Irak de 2003, convocadas por una plataforma mundial simultáneamente en todo el mundo, siendo las primeras convocatorias de carácter realmente global de la historia. Su motivación declarada fue impedir la invasión de Irak.
- Crisis de Haití de 2004.
- Rebelión de los Forajidos (Quito, Ecuador), protestas ciudadanas que condujeron a la caída del presidente Lucio Gutiérrez (2005).[7]
- Disturbios de Francia de 2005, revuelta de jóvenes desarraigados de origen inmigrante en los suburbios (banlieu), desencadenada por la muerte de dos delincuentes juveniles durante una persecución policial. A los pocos meses se produjeron los Disturbios raciales de Sídney (2005).
- Desórdenes de Belice de 2005, disturbios callejeros en la ciudad de Belmopán, capital de Belice, provocados por la emisión del nuevo presupuesto nacional, que incluía un considerable aumento de los impuestos. También los guiaba la animadversión hacia el People's United Party (PUP) [Partido Unido Popular], en ese momento en el poder, a causa del empeoramiento de las condiciones fiscales del gobierno beliceño.
- IV Cumbre de las Américas en Mar del Plata, Argentina. Mientras el expresidente de Argentina, Néstor Kirchner, se encontraba dando el discurso de inauguración de la IV Cumbre de las Américas, un grupo de manifestantes integrado por grupos de extrema izquierda y piqueteros, en repudio de la presencia del expresidente estadounidense George W. Bush en suelo argentino, intentaron penetrar en la zona de exclusión atravesando el vallado policial, ante lo que la policía reaccionó arrojando gases lacrimógenos. Ante esto, los manifestantes retrocedieron y comenzaron a destrozar diversos comercios de la zona ante la atenta mirada de periodistas de todo el mundo y policías que no intervenían. Paralelamente, en la Ciudad de Buenos Aires y en las principales ciudades de Argentina se dieron también algunos disturbios y se llevaron a cabo masivas protestas populares, pero al igual que los de Mar del Plata fueron finalmente contenidos por la policía, y no pasaron a mayores.
- Disturbios de Dublín de 2006, revueltas que comenzaron cuando cientos de simpatizantes republicanos intentaron evitar una marcha de lealistas y familiares de víctimas del IRA por la calle O'Connell de Dublín (Irlanda), el 25 de febrero de 2006.
- Movilización estudiantil en Chile de 2006, conocida informalmente como Revolución de los pingüinos o Revolución pingüina, debido al tradicional uniforme utilizado por los estudiantes.
- Protestas antigubernamentales en Birmania de 2007.
- Disturbios en el Tíbet de 2008, de carácter nacionalista, étnico y religioso, aprovechando la celebración en China de los Juegos Olímpicos de Pekín 2008 (hubo anteriormente dos revueltas contra la ocupación china denominadas revuelta de Lhasa, la primera en 1949 y la segunda o gran revuelta de Lhasa en 1959, cuando se exilió el dalái lama).
- Paro agropecuario patronal en Argentina de 2008.
- Crisis política en Bolivia de 2008, un proceso de enfrentamientos internos y actos de desobediencia civil y política, que enfrentó a dos grandes sectores de la población de Bolivia, identificados por sus características étnicas y territoriales, que ha puesto en riesgo la estabilidad del gobierno constitucional y la propia integridad territorial del país, afectando a toda la región sudamericana.
- Revuelta en Grecia de 2008 causada por la conjunción de los efectos del desigual reparto de la riqueza, la crisis económica de 2008, el descontento respecto al sistema político de buena parte de la población y el asesinato del joven Alexandros Grigorópulos por la policía, acontecimiento este último que actuó de detonante.
- Golpe de Estado en Honduras de 2009.
- Protestas electorales en Irán de 2009. Tras las elecciones presidenciales en Irán de junio de 2009, se llevan a cabo protestas en Teherán y otras importantes ciudades en Irán y de todo el mundo contra el presunto fraude electoral y en apoyo del candidato de la oposición, Mir-Hosein Musaví.
- Revuelta de Kirguistán de 2010
- Crisis política en Ecuador de 2010
- Protestas en Grecia de 2010-2011
- Protestas en el mundo árabe de 2010-2011 o Revolución democrática árabe

- Crisis política de Túnez de 2010-2011
- Protestas de Egipto de 2011
- Protestas de Argelia de 2011
- Protestas de Yemen de 2011
- Protestas de Jordania de 2011
- Rebelión en Libia de 2011
- Protestas en Baréin de 2011

- Protestas en España de 2011
- Protestas sociales en Israel de 2011
- Movilización estudiantil en Chile de 2011
- Disturbios de Inglaterra de 2011
- Disturbios islamistas de septiembre de 2012
- Disturbios de Panamá de 2012
- Disturbios en el estado de Rakhine de 2012
- Rebelión tuareg de 2012
- Crisis política en Venezuela de 2013
- Disturbios de Estocolmo de 2013
- Guerra Civil Siria
- Conflictos tribales sudaneses de 2009-2013
- Rebelión en la República Centroafricana de 2012-2013
- Protestas en Turquía de 2013
- Protestas en Brasil de 2013
- Protestas en Tailandia de 2013-2014
- Manifestaciones en Venezuela de 2014
- Euromaidán, es el nombre dado a una serie de manifestaciones y disturbios de índole europeísta en Ucrania que en su clímax lograron la salida del poder del presidente Víktor Yanukóvich del prorruso Partido de las Regiones. Tras el derrocamiento de Yanukóvich, diversos grupos prorrusos se manifestaron en contra del nuevo gobierno en Kiev y proclamaron sus anhelos de estrechar sus vínculos (o inclusive integrarse) con la Federación de Rusia, desencadenando como ejemplo principal la Crisis de Crimea de 2014.
- Protestas estudiantiles en México de 2014, principalmente por la desaparición de 43 estudiantes de la Escuela Normal Rural de Ayotzinapa.
- Protestas en Armenia de 2016
- Protestas en Paraguay de 2017
- Levantamiento armado en Venezuela de 2019
- Protestas en Ecuador de 2019
- Protestas en Chile de 2019.
- Protestas en Bolivia de 2019.
- Protestas en Colombia de 2019.
- Protestas por la muerte de George Floyd, Estados Unidos.
- Protestas por la muerte de Javier Ordóñez, Colombia.
- Protestas en Perú de 2020.
- Protestas en Paraguay de 2021.
- Protestas en Colombia de 2021.